# Rafael Alberti

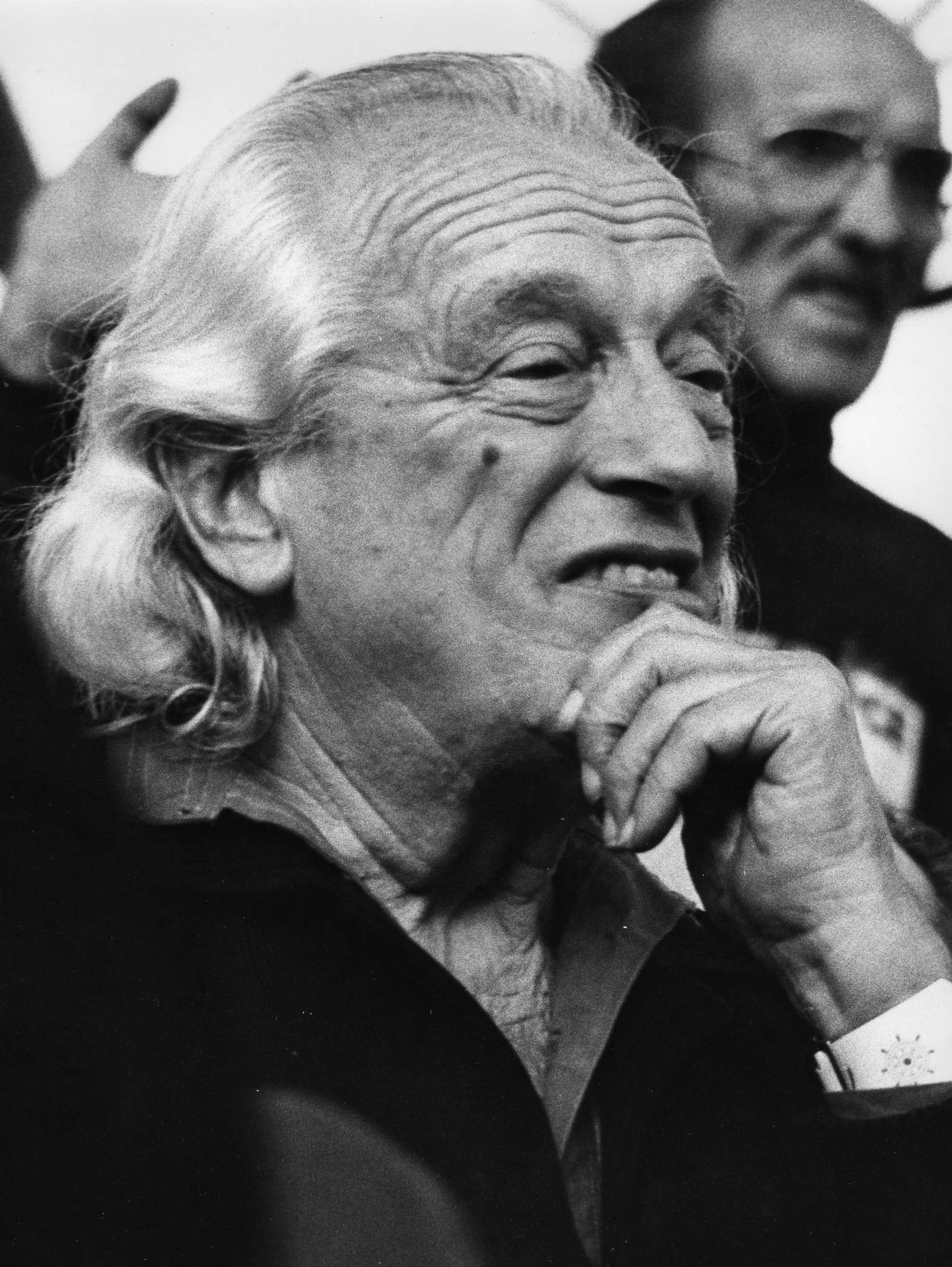
Rafael Alberti (1978)

Rafael Alberti Merello (* 16. Dezember 1902 in El Puerto de Santa María, Provinz Cádiz; † 27. Oktober 1999 in El Puerto de Santa María) war ein spanischer Dichter.

## Leben
Alberti wird der sogenannten Generación del 27 zugerechnet, die nach dem 300. Todestag von Luis de Góngora benannt ist, dessen Werke sie bekannter machen wollte.
Als Jugendlicher widmete er sich erst der Malerei, bevor er sich endgültig der Dichtung hingab. In Deutschland wohl am bekanntesten sind sein erster Gedichtband, Mar y tierra, später in Marinero en tierra umbenannt (dt. von „Meer und Erde“ in „Matrose auf Landgang“ umbenannt) und seine Memoiren La arboleda perdida (dt. „Der verlorene Hain“). Ferner schrieb er noch einige Theaterstücke.
Alberti war Mitglied der Allianz der antifaschistischen Intellektuellen. Nachdem 1939 im Spanischen Bürgerkrieg die republikanischen Kräfte unterlagen, ging er mit seiner Lebensgefährtin, der Dichterin María Teresa León Goyri (1903–1988), ins Exil. Von März 1939 bis Februar 1940 hielten sie sich in Paris auf. Über Marseille verließen sie Frankreich und gelangten nach Argentinien, wo sie auch nach dem Militärputsch bis 1963 blieben. Sie haben eine Tochter Aitana Alberti, die 1941 in Buenos Aires geboren wurde. Nach einigen Jahren in Italien kehrte er 1977 wieder ins demokratische Spanien zurück und saß auch für die kommunistische Partei im Parlament.
1925 erhielt er den Premio Nacional de Poesía (spanischen Nationalpreis für Poesie) für Marinero en tierra (1924), 1964 den Internationalen Lenin-Friedenspreis, 1981 den Premio Nacional de Teatro und 1983 wurde ihm der Cervantes-Preis verliehen; 1995 die Ehrendoktorwürde durch die Polytechnische Universität Valencia. 1975 wurde er als auswärtiges Ehrenmitglied in die American Academy of Arts and Letters gewählt.

## Deutsche Ausgaben
- Stimme aus Nesselerde und Gitarre. Ausgewählte Lyrik. Übertragen von Erich und Katja Arendt. Rütten & Loening, 1959.
- Zu Lande zu Wasser. Gedichte (spanisch/deutsch). Übertragen und mit einem Nachwort von Erwin Walter Palm. Suhrkamp 1960, DNB 450041077.
- In der Morgenfrühe der Levkoje. Nachdichtungen von Erich und Katja Arendt. Reclam Leipzig, 1964.
- Poesiealbum Nr. 104. Auswahl von Bernd Jentzsch, Übersetzung von Erich Arendt u. a. Verlag Neues Leben 1976.
- An die Malerei. Poem von der Farbe und der Linie. Übertragen von Erich Arendt und Katja Hayek-Arendt. VEB Verlag der Kunst 1977, in der Reihe „Leipziger Presse“.
- Von den Engeln. Gedichte (spanisch/deutsch). Übersetzung von Erich Arendt. Insel 1980, Insel-Bücherei Nr. 1034.
- „Ich war ein Dummkopf, und was ich gesehen habe, hat mich zu zwei Dummköpfen gemacht“. Gedichte (spanisch, deutsch). Übertragung und Nachwort von Fritz Vogelgsang. Klett-Cotta 1982, ISBN 3-608-95074-5.
- Zwischen Nelke und Schwert. Gedichte. Aus dem Spanischen und mit einem Nachwort von Curt Meyer-Clason, Zeichnungen von Pablo Picasso. Schwiftinger Galerie-Verlag, 1986.
- Über die Engel. Gedichte (spanisch, deutsch). Übertragung und Nachwort von Fritz Vogelgsang. Klett-Cotta 1994, ISBN 3-608-93303-4 (zweisprachig).
- Der Verlorene Hain. Erinnerungen. Übersetzung von Joachim A. Frank. Suhrkamp 1996, ISBN 3-458-16168-6.

Ferner zwei Drucke bei der Amtshofpresse Manufaktur Gefangener Engel, ISBN 978-3-922704-47-8 und Engel: Gedichte, ISBN 978-3-922704-27-0.